# Dálnice ve Finsku

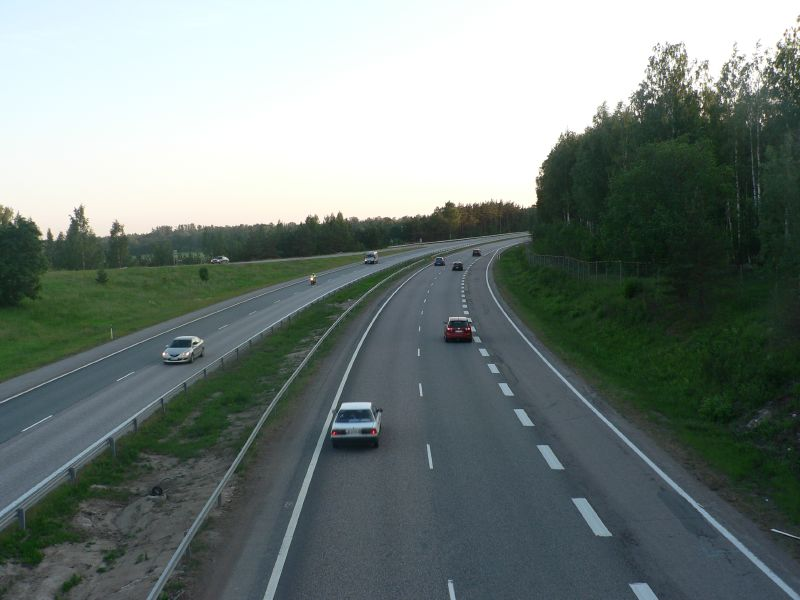
Státní silnice 7

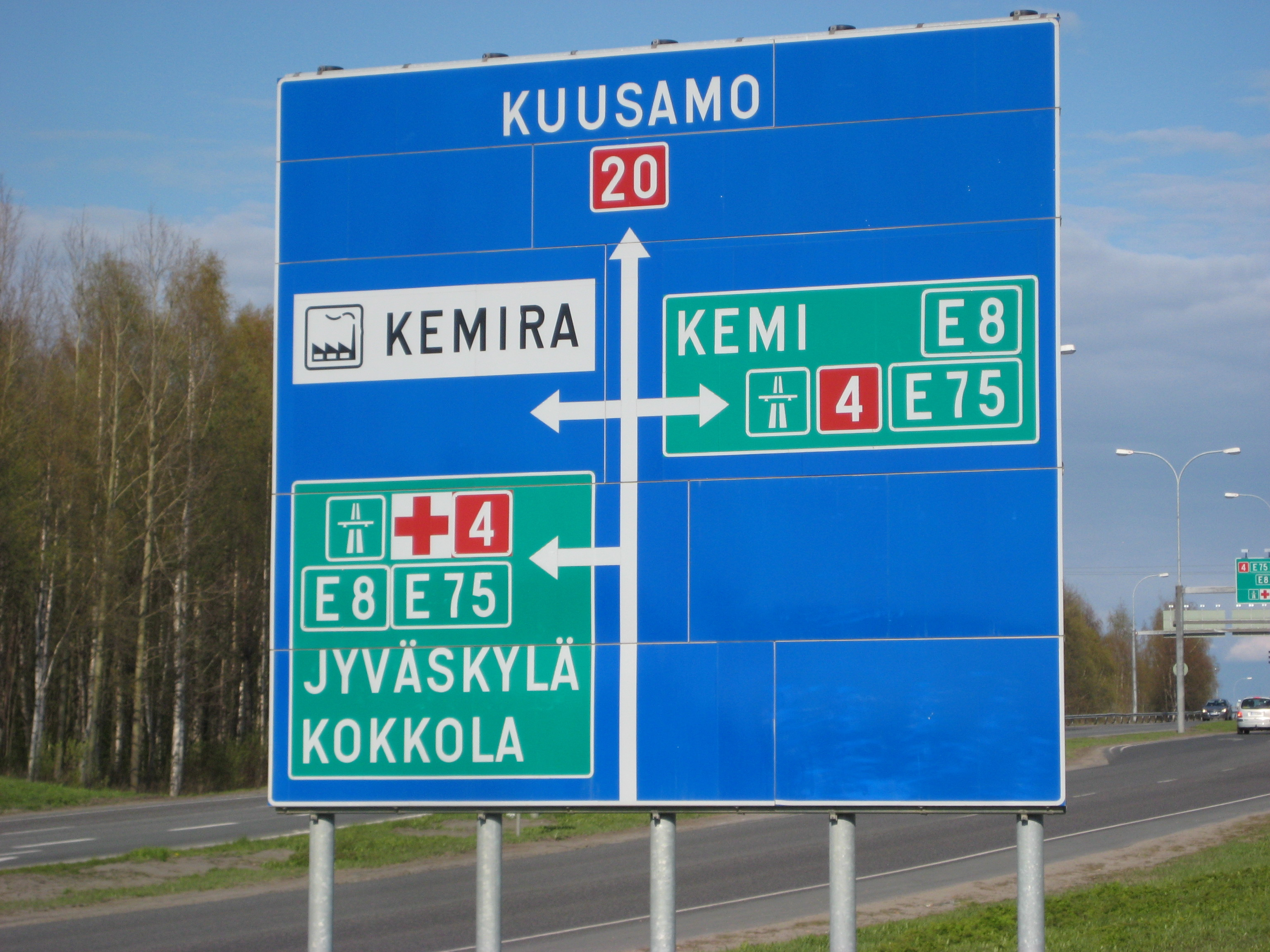
Ukazatel na státní silnici 20

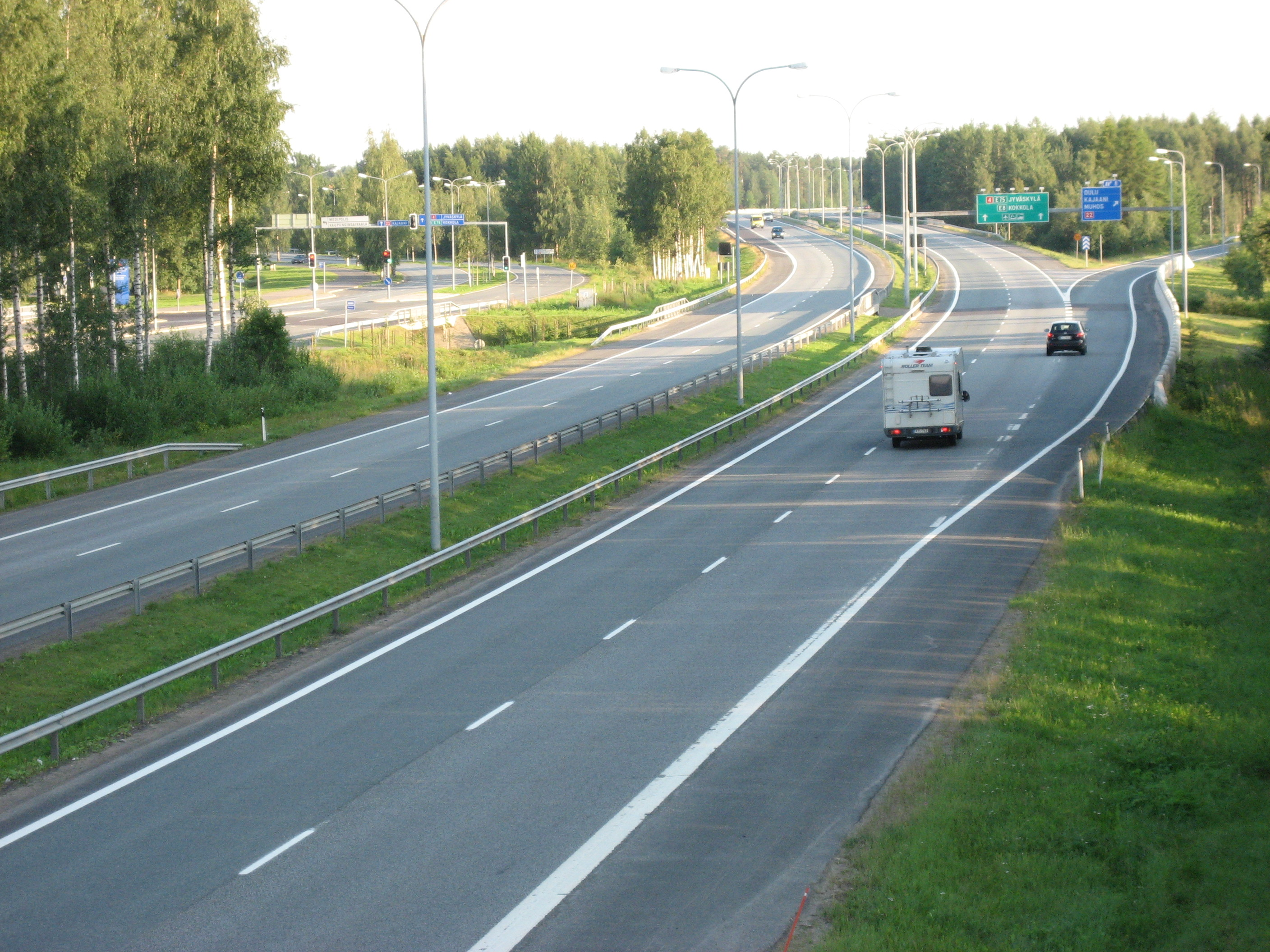
Státní silnice 4

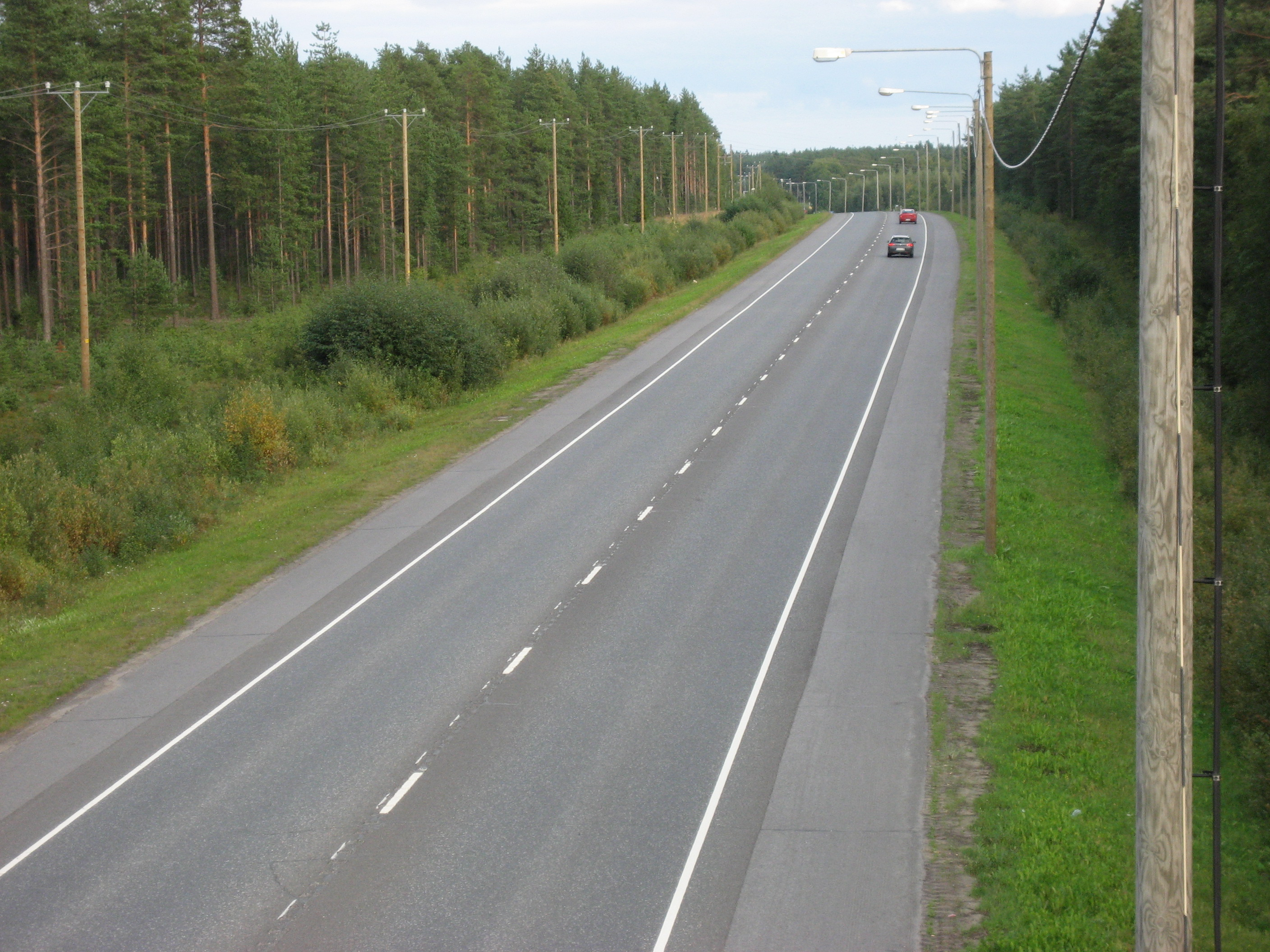
Státní silnice 22

Rychlostní limity ve Finsku na městských a mimoměstských silnicích. Na dálnicích je maximální povolená rychlost 120 km/h.

Státní silnice (finsky valtatie) tvoří nejdůležitější finské dopravní tahy. Propojují největší města s okolními státy, popřípadě tvoří důležité spojnice, okruhy nebo obchvaty. Jejich celková délka činí 8570 km, přičemž víceproudé silnice jsou jen na nejvytíženějších úsecích, na celkem cca 700 km. Maximální povolená rychlost na finských dálnicích je 120 km/h. Finské státní silnice nejsou zpoplatněné.

## Seznam dálnic

### Finsko
| Číslo                | Mapa                     | Trasa | Konečná délka (km) |
| -------------------- | ------------------------ | --- | ------------------ |
| Route 1-FIN          | Finland national road 1  | Helsinky – Espoo – Kirkkonummi – Vihti – Lohja – Salo – Paimio – Kaarina – Turku | 166                |
| Valtatien numero 664 | Finland national road 2  | Espoo – Karkkila – Forssa – Humppila – Huittinen – Kokemäki – Pori | 227                |
| Route 3-FIN          | Finland national road 3  | Helsinky – Nurmijärvi – Riihimäki – Hämeenlinna – Tampere – Ikaalinen – Parkano – Jalasjärvi – Laihia – Vaasa | 424                |
| Route 4-FIN          | Finland national road 4  | Helsinky – Vantaa – Kerava – Järvenpää – Mäntsälä – Lahti – Heinola – Hartola – Joutsa – Toivakka – Jyväskylä – Äänekoski – Viitasaari – Pihtipudas – Pyhäjärvi – Kärsämäki – Siikalatva – Tyrnävä – Liminka – Kempele – Oulu – Haukipudas – Ii – Simo – Kemi – Keminmaa – Tervola – Rovaniemi – Sodankylä – Inari – Utsjoki – Norsko | 1295               |
| Route 5-FIN          | Finland national road 5  | Heinola – Pertunmaa – Mäntyharju – Mikkeli – Juva – Joroinen – Varkaus – Leppävirta – Kuopio – Siilinjärvi – Lapinlahti – Iisalmi – Sonkajärvi – Kajaani – Paltamo – Ristijärvi – Hyrynsalmi – Suomussalmi – Kuusamo – Kemijärvi – Pelkosenniemi – Sodankylä                                                                          | 905                |
| Route 6-FIN          | Finland national road 6  | Porvoo – Kouvola – Luumäki – Lappeenranta – Imatra – Ruokolahti – Rautjärvi – Parikkala – Kitee – Tohmajärvi – Joensuu – Kontiolahti – Juuka – Nurmes – Valtimo – Sotkamo – Kajaani | 604                |
| Route 7-FIN          | Finland national road 7  | Vantaa – Porvoo – Loviisa – Kotka – Hamina – Rusko | 189                |
| Route 8-FIN          | Finland national road 8  | Turku – Nousiainen – Rauma – Pori – Vaasa – Kokkola – Raahe | 626                |
| Route 9-FIN          | Finland national road 9  | Turku – Lieto – Aura – Pöytyä – Loimaa – Humppila – Urjala – Akaa – Lempäälä – Tampere – Kangasala – Orivesi – Jämsä – Muurame – Jyväskylä – Laukaa – Hankasalmi – Suonenjoki – Kuopio – Siilinjärvi – Kuopio – Tuusniemi – Outokumpu – Liperi – Joensuu – Tohmajärvi – Rusko                                                         | 663                |
| Route 10-FIN         | Finland national road 10 | Turku – Forssa –Hämeenlinna – Tuulos | 167                |
| Route 11-FIN         | Finland national road 11 | Tampere – Pori | 97                 |
| Route 12-FIN         | Finland national road 12 | Rauma – Tampere – Lahti – Kouvola | 339                |
| Route 13-FIN         | Finland national road 13 | Kokkola – Kronoby – Kaustinen – Veteli – Perho – Kyyjärvi – Karstula – Saarijärvi – Äänekoski – Jyväskylä – Laukaa – Toivakka – Kangasniemi – Mikkeli – Ristiina – Suomenniemi – Savitaipale – Lemi – Lappeenranta – Rusko | 499                |
| Route 14-FIN         | Finland national road 14 | Juva – Parikkala | 118                |
| Route 15-FIN         | Finland national road 15 | Kotka – Kouvola – Ristiina – Mikkeli | 158                |
| Route 16-FIN         | Finland national road 16 | Ylistaro – Seinäjoki – Kyyjärvi | 106                |
| Route 18-FIN         | Finland national road 18 | Vaasa – Seinäjoki – Alavus – Ähtäri – Multia – Petäjävesi – Jyväskylä | 271                |
| Route 19-FIN         | Finland national road 19 | Jalasjärvi – Nykarleby | 129                |
| Route 20-FIN         | Finland national road 20 | Oulu – Kiiminki – Pudasjärvi – Taivalkoski – Kuusano | 218                |
| Route 21-FIN         | Finland national road 21 | Tornio – Ylitornio – Pello – Kolari – Muonio – Enontekiö – Kilpisjärvi – Norsko | 459                |
| Route 22-FIN         | Finland national road 22 | Oulu – Muho – Utajärvi – Vaala – Paltamo – Kontiomäki | 184                |
| Route 23-FIN         | Finland national road 23 | Pori – Noormarkku – Pomarkku – Kankaanpää – Jämijärvi – Parkano – Kihniö – Virrat – Keuruu – Petäjävesi – Jyväskylä – Laukaa – Hankasalmi – Pieksämäki – Varkaus – Leppävirta – Heinävesi – Liperi – Joensuu | 517                |
| Route 24-FIN         | Finland national road 24 | Lahti – Jämsä | 114                |
| Route 25-FIN         | Finland national road 25 | Helsinky – Mäntsälä | 172                |
| Route 26-FIN         | Finland national road 26 | Hamina – Luumäki | 50                 |
| Route 27-FIN         | Finland national road 27 | Kalajoki – Iisalmi | 203                |
| Route 28-FIN         | Finland national road 28 | Kokkola – Nivala – Kajaani | 246                |
| Route 29-FIN         | Finland national road 29 | Keminmaa – Tornio – Švédsko | 16                 |

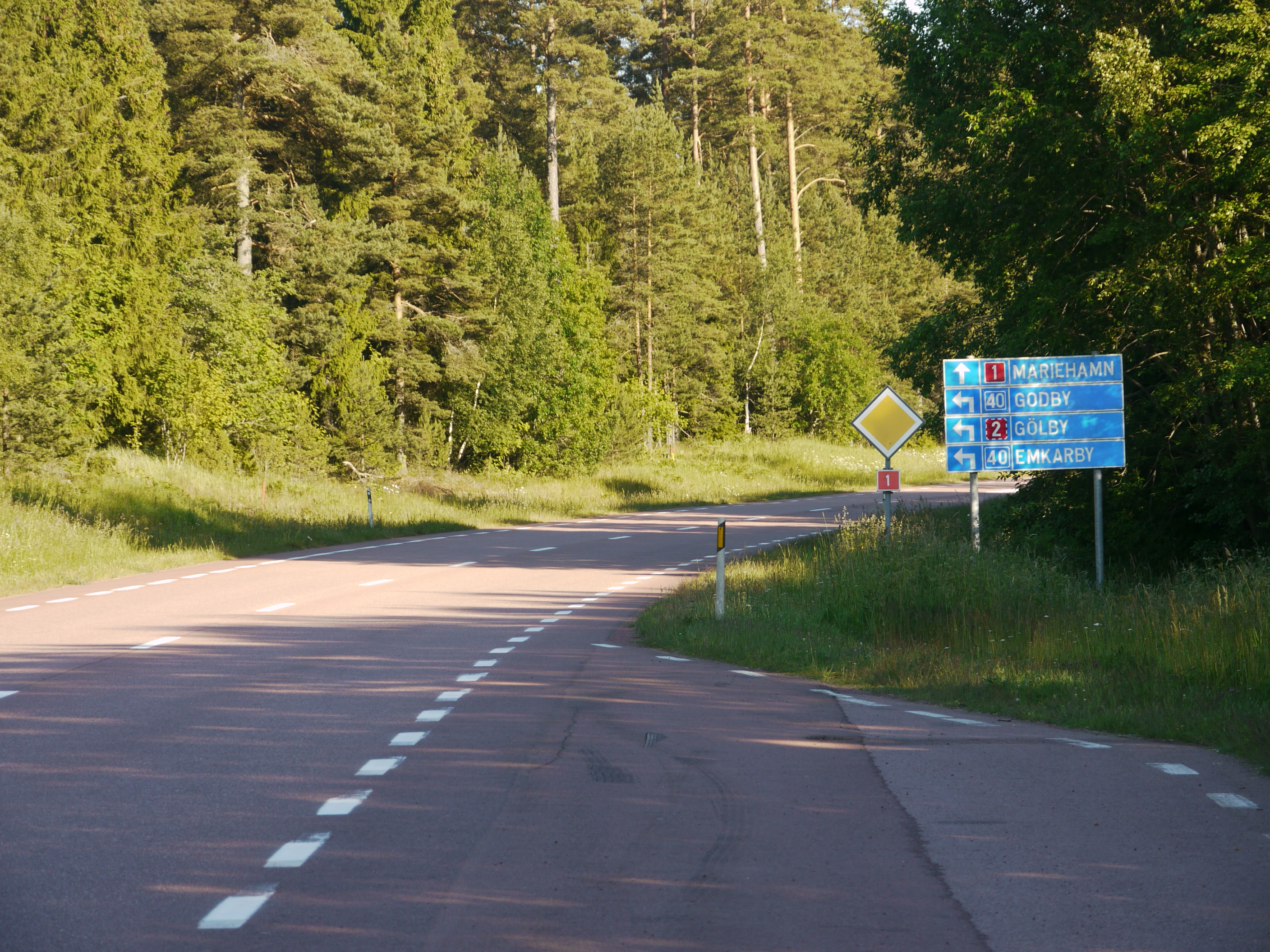
Huvudväg 1 na Alandech

Poznámka: Státní silnice 17 byla v roce 2010 přeřazena jako součást státní silnice 9.

### Alandy
- Huvudväg 1: Mariehamn – Eckerö
- Huvudväg 2: Mariehamn – Sund
- Huvudväg 3: Mariehamn – Långnäs
- Huvudväg 4: Godby – Geta